# Vysílač Louštín
Vysílač Louštín se nachází na vrchu Louštín v nadmořské výšce 535 m n. m. Svým vysíláním pokrývá území Středočeského kraje. Je jedním z vysílačů velkého výkonu společnosti Digital Broadcasting.

## Polohopis
Nachází se na východě okresu Rakovník cca 1,5 km jihovýchodně od Krušovic a tyčí se do výše 535,4 m n. m. Vrchol se nachází v katastrálním území Řevničov, po jižním a západním úbočí prochází hranice Lužné a Krušovic. Louštín se někdy mylně uvádí jako nejvyšší bod Rakovnicka, tím je však vrch Vlastec (612 m) v Křivoklátské vrchovině u Skryjí.

## Vysílané stanice

### Televize
Přehled televizních multiplexů šířených z Louštína:
|        | Multiplex    | Kanál | Kmitočet | Výkon (ERP) | Polarizace   |
| ------ | ------------ | ----- | -------- | ----------- | ------------ |
| DVB-T2 | Multiplex 24 | 44    | 658 MHz  | 63 kW       | horizontální |

### Rozhlas
Přehled rozhlasových stanic vysílaných z Louštína:
|    | Stanice           | Kmitočet  | Výkon (ERP) | Polarizace |
| -- | ----------------- | --------- | ----------- | ---------- |
| FM | Radio Relax       | 97,4 MHz  | 0,2 kW      | vertikální |
| FM | ČRo Střední Čechy | 100,4 MHz | 1 kW        | vertikální |